# Massari all'argento e all'oro
I massari all'argento e all'oro  erano funzionari pubblici della Repubblica di Venezia.
Il loro compito era quello di sovrintendenti alla zecca. In particolare, erano incaricati di sovraintendere alla stima e alla lavorazione dell'oro e dell'argento che veniva portato in Zecca per esser venduto o coniato, assistiti da stimatori e pesatori.
Con il tempo si ridussero a un organo meramente tecnico alle dipendenze dei Provveditori in zecca, istituiti dal Consiglio dei Dieci nel 1520 per assumere la gestione completa della zecca di Venezia.
L'ultimo massaro a ricoprire tale carica presso la zecca di Venezia fu Francesco Barbaro (sigla "F B"), entrato in carica il 27 aprile 1796 sotto il principato di Ludovico Manin, l'ultimo Doge della Repubblica di Venezia.

## Elenco dei massari
| Nome                            | Sigla       | Carica                  | Doge                   | Regno     |
| ------------------------------- | ----------- | ----------------------- | ---------------------- | --------- |
| Gerolamo Bembo                  | -           | 09/12/1569 - 08/04/1571 | Alvise Mocenigo I      | 1570-1577 |
| Gerolamo Antonio Lombardo       | -           | 01/12/1707 - 31/03/1709 | Alvise Mocenigo II     | 1700-1709 |
| Giovanni Basegio                | -           | 1706-                   | Alvise Mocenigo II     | 1700-1709 |
| Bertucci Valier                 | -           | 01/12/1723 - 31/03/1725 | Alvise Mocenigo III    | 1722-1732 |
| Francesco Cicogna               | -           | 01/04/1729 - 31/07/1730 | Alvise Mocenigo III    | 1722-1732 |
| Lio Bembo                       | -           | 01/04/1725 - 31/07/1726 | Alvise Mocenigo III    | 1722-1732 |
| Marco Dandolo                   | -           | 01/08/1730 - 23/11/1731 | Alvise Mocenigo III    | 1722-1732 |
| Paolo Trevisan                  | -           | 01/08/1726 - 30/11/1727 | Alvise Mocenigo III    | 1722-1732 |
| Vincenzo Dolfin                 | -           | 24/11/1727 - 23/03/1729 | Alvise Mocenigo III    | 1722-1732 |
| Andrea Longo                    | -           | 01/12/1767 - 31/03/1769 | Alvise Mocenigo IV     | 1763-1778 |
| Bortolo Piero Semitecolo        | -           | 01/04/1765 - 31/07/1766 | Alvise Mocenigo IV     | 1763-1778 |
| Gerolamo Corner                 | -           | 06/03/1771 - 05/07/1772 | Alvise Mocenigo IV     | 1763-1778 |
| Alvise Bon                      | -           | 01/08/1718 - 30/11/1719 | Giovanni Corner II     | 1709-1722 |
| Antonio Longo III               | -           | 24/03/1713 - 23/07/1714 | Giovanni Corner II     | 1709-1722 |
| Benedetto Civran IV             | -           | 24/07/1714 - 23/11/1715 | Giovanni Corner II     | 1709-1722 |
| Francesco Querini               | -           | 01/12/1715 - 31/03/1717 | Giovanni Corner II     | 1709-1722 |
| Francesco Querini               | -           | 01/12/1719 - 31/03/1721 | Giovanni Corner II     | 1709-1722 |
| Gerolamo Tiepolo                | -           | 01/04/1721 - 31/07/1722 | Giovanni Corner II     | 1709-1722 |
| Giovanni Papizza                | -           | 1342-1354               | Andrea Dandolo         | 1342-1354 |
| Giovanni Trevisan               | -           | 24/07/1710 - 23/11/1711 | Giovanni Corner II     | 1709-1722 |
| Marco Trevisan                  | -           | 01/08/1722 - 30/11/1723 | Giovanni Corner II     | 1709-1722 |
| Alvise Barbaro                  | A B         | 1528-1529               | Andrea Gritti          | 1523-1538 |
| Anzolo Balbi                    | A B         | 1642-1643               | Francesco Erizzo       | 1631-1646 |
| Gian Andrea Baffo               | A B         | 1697-1698               | Silvestro Valier       | 1694-1700 |
| Aloisio (o Lodovico) Benzon     | A B         | 01/08/1706 - 30/11/1707 | Alvise Mocenigo II     | 1700-1709 |
| Andrea Bon                      | A B         | 06/03/1763 - 05/07/1764 | Alvise Mocenigo IV     | 1763-1778 |
| Alvise Contarini                | A C         |                         | Leonardo Loredan       | 1501-1521 |
| Alvise Contarini                | A C         | 1547-1548               | Francesco Donato       | 1545-1553 |
| Andrea Cocco                    | A C         | 1591-1592               | Pasquale Cicogna       | 1585-1595 |
| Alessandro Contarini            | A C         | 1679-                   | Alvise Contarini       | 1676-1684 |
| Antonio Contarini               | A C         | 1612-1613               | Marco Antonio Memmo    | 1612-1615 |
| Alvise Gabriel (Cabriel)        | A C         | 1684-1685               | Pasquale Cicogna       | 1585-1595 |
| Anzolo Cicogna                  | A C         | 1698-                   | Silvestro Valier       | 1694-1700 |
| Andrea Dolfin                   | A D         | 1581-1582               | Nicolò Da Ponte        | 1578-1585 |
| Andrea Diedo                    | A D         | 1581-1583               | Nicolò Da Ponte        | 1578-1585 |
| Anzolo Dolfin                   | A D         | 1666-1667               | Domenico Contarini     | 1659-1675 |
| Antonio Donà                    | A D         | 1683-1684               | Marcantonio Giustinian | 1684-1688 |
| Andrea Falier                   | A F         | 15/11/1625 - 14/03/1627 | Giovanni Corner I      | 1625-1629 |
| Alvise Gritti                   | A G         | 1688-                   | Marcantonio Giustinian | 1684-1688 |
| Alvise Lando                    | A L         | 1578-1580               | Nicolò Da Ponte        | 1578-1585 |
| Antonio Nicolò Lando            | A L         | 1578-                   | Nicolò Da Ponte        | 1578-1585 |
| Andrea Lipomanno                | A L         | 1643-                   | Francesco Erizzo       | 1631-1646 |
| Agostino Miani                  | A M         | 1546-1547               | Francesco Donato       | 1545-1553 |
| Antonio Marin                   | A M         | 08/11/1570 - 07/03/1572 | Alvise Mocenigo I      | 1570-1577 |
| Andrea Morosini                 | A M         | 1584-1585               | Nicolò Da Ponte        | 1578-1585 |
| Alvise Minio                    | A M         | 1613-1614               | Marco Antonio Memmo    | 1612-1615 |
| Anzolo Maria Priuli             | A M P       | 01/11/1775 - 31/03/1777 | Alvise Mocenigo IV     | 1763-1778 |
| Alvise Minotto                  | A M         | 1714-                   | Giovanni Corner II     | 1709-1722 |
| Anzolo Malpiero                 | A M         | 1719-                   | Giovanni Corner II     | 1709-1722 |
| Alvise Pizzamano                | A P         | 24/07/1718 - 23/11/1719 | Giovanni Corner II     | 1709-1722 |
| Agustin Soranzo                 | A S         | 01/12/1731 - 31/03/1733 | Alvise Mocenigo II     | 1722-1732 |
| Agustin Soranzo                 | A S         | 1667-1668               | Domenico Contarini     | 1659-1675 |
| Alessandro Salamon              | A S         | 1667-                   | Domenico Contarini     | 1659-1675 |
| Andrea Trevisan                 | A T         | 1605-                   | Marino Grimani         | 1595-1605 |
| Antonio Viaro                   | A V         | 1518-1519               | Leonardo Loredan       | 1501-1521 |
| Alvise Valier                   | A V         | 1560-1561               | Girolamo Priuli        | 1559-1567 |
| Marcantonio Venier              | A V         | 1613-                   | Marco Antonio Memmo    | 1612-1615 |
| Antonio Zorzi                   | A Z         | 1536-1538               | Andrea Gritti          | 1523-1539 |
| Andrea Zorzi                    | A Z         | 1555-1556               | Francesco Venier       | 1554-1556 |
| Agustin Zolio                   | A Z         | 1675-                   | Domenico Contarini     | 1659-1675 |
| Alvise Zusto                    | A Z         | 1634-1636               | Francesco Erizzo       | 1631-1646 |
| Alvise Bembo                    | B A         | 1537-1539(?)            | Andrea Gritti          | 1523-1538 |
| Bernardo Balbi                  | B B         | 04/05/1571 - 03/09/1572 | Alvise Mocenigo I      | 1570-1577 |
| Benetto Balbi                   | B B         | 1659-1660               | Domenico Contarini     | 1659-1675 |
| Bernardo Balbi                  | B B         | 1636-                   | Francesco Erizzo       | 1631-1646 |
| Bernardo Corner                 | B C         | 08/07/1573 - 07/11/1574 | Alvise Mocenigo I      | 1570-1577 |
| Benetto Civran                  | B C         | 01/12/1699 - 31/03/1701 | Alvise Mocenigo II     | 1700-1709 |
| Benetto Cappello                | B C         | 06/09/1778 - 05/01/1780 | Alvise Mocenigo IV     | 1763-1778 |
| Benetto Cappello                | B C         | 06/11/1769 - 05/03/1770 | Alvise Mocenigo IV     | 1763-1778 |
| Zan Battista Contarini          | B C         | 1623-1624               | Francesco Contarini    | 1623-1624 |
| Benetto Contarini               | B C         | 1633-1634               | Francesco Erizzo       | 1631-1646 |
| Benetto Corner                  | B C         | 1650                    | Francesco Molin        | 1646-1655 |
| Benetto Civran II               | B C 2°, B C | 24/03/1704 - 23/07/1706 | Alvise Mocenigo II     | 1700-1709 |
| Bernardo Donà                   | B D         |                         | Leonardo Loredan       | 1501-1521 |
| Bernardo Gritti                 | B G         | 01/04/1705 - 31/07/1706 | Alvise Mocenigo II     | 1700-1709 |
| Benetto Grimani                 | B G         | 01/12/1727 - 31/03/1729 | Alvise Mocenigo III    | 1722-1732 |
| Benedetto Minio                 | B M         | 1550-1552               | Francesco Donato       | 1545-1553 |
| Bernardo Morosini               | B M         | 1612-                   | Leonardo Donato        | 1606-1612 |
| Benetto Pisani                  | B P         | 10/02/1573 - 09/06/1575 | Alvise Mocenigo I      | 1570-1577 |
| Piero Basadonna                 | B P         | 24/07/1702 - 23/11/1703 | Alvise Mocenigo II     | 1700-1709 |
| ???                             | B R         |                         | Andrea Contarini       | 1368-1382 |
| Benetto Valier                  | B V         | 24/11/1731 - 23/03/1733 | Alvise Mocenigo III    | 1722-1732 |
| Bernardino Vizzamano            | B V         | 1656-1657               | Bertucci Valier        | 1656-1658 |
| Claudio Avogadro (Avogaro)      | C A         | 1649-1650               | Francesco Molin        | 1646-1655 |
| Cornelio Badeer                 | C B         | 01/04/1713 - 31/07/1714 | Giovanni Corner II     | 1709-1722 |
| Cornelio Barbaro                | C B         |                         | Pasquale Cicogna       | 1585-1595 |
| Cristoforo Capello              | C C         | 1583-1584               | Nicolò da Ponte        | 1578-1585 |
| Carlo Donà                      | C D         | 1621-                   | Antonio Priuli         | 1618-1623 |
| Carlo Gritti                    | C G         | 1614-1615               | Marco Antonio Memmo    | 1612-1615 |
| Costantin Pasqualigo            | C P         | 1607-1608               | Leonardo Donato        | 1606-1612 |
| Costantin Zorzi                 | C Z         | 1609-1612               | Leonardo Donato        | 1606-1612 |
| Donato Quintavalle              | D           | 1370-1372               | Andrea Contarini       | 1368-1382 |
| Donato Bembo                    | D B         | 1637-                   | Francesco Erizzo       | 1631-1646 |
| Daniele Balbi                   | D B         | 1794-                   | Ludovico Manin         | 1789-1797 |
| Domenego Basadonna              | D B         | 18/04/1629 - 17/08/1630 | Giovanni Corner I      | 1625-1629 |
| Domenico Diedo                  | D D         | 24/11/1715 - 23/03/1717 | Giovanni Corner II     | 1709-1722 |
| Domenego Gritti                 | D G         | 01/08/1762 - 30/11/1763 | Alvise Mocenigo IV     | 1763-1778 |
| Domenego Gritti                 | D G         | 06/03/1767 - 05/07/1768 | Alvise Mocenigo IV     | 1763-1778 |
| Domenico Lombardo               | D L         | 1589-1590               | Pasquale Cicogna       | 1585-1595 |
| Domenego Michiel                | D M         | 1632-                   | Francesco Erizzo       | 1631-1646 |
| Tommaso da Mosto                | D M         | 15/09/1625 - 14/01/1626 | Giovanni Corner I      | 1625-1629 |
| Daniele Morosini                | D M         | 1609-                   | Leonardo Donato        | 1606-1612 |
| Domenego Pizzamano              | D P         | 1685-                   | Marcantonio Giustinian | 1684-1688 |
| Domenego Trevisan               | D T         | 1683-                   | Alvise Contarini       | 1676-1684 |
| Filippo Barbarigo               | F           | 1370 - 1372             | Andrea Contarini       | 1368-1382 |
| Andrea Falier                   | F A         | 15/11/1625 - 14/03/1627 | Giovanni Corner I      | 1625-1629 |
| Francesco Antonio Pasqualigo    | F A P       | 01/04/1717 - 31/07/1718 | Giovanni Corner II     | 1709-1722 |
| Francesco Antonio Paruta        | F A P       | 24/03/1709 - 23/07/1710 | Giovanni Corner II     | 1709-1722 |
| Felice Bon                      | F B         | 20/03/1576 - 19/07/1577 | Alvise Mocenigo I      | 1570-1577 |
| Francesco Barbaro               | F B         | 27/04/1796-1797         | Ludovico Manin         | 1789-1797 |
| Francesco Corner                | F C         | 1655-1656               | Bertucci Valier        | 1656-1658 |
| Filippo Callio                  | F C         |                         | Leonardo Loredan       | 1501-1521 |
| Fantino Dandolo                 | F D         | 1590-1592               | Pasquale Cicogna       | 1585-1595 |
| Francesco Lando                 | F L         | 16/11/1574 - 15/03/1576 | Alvise Mocenigo I      | 1570-1577 |
| Francesco De Mosto              | F M         | 19/06/1569 - 18/10/1570 | Alvise Mocenigo I      | 1570-1577 |
| Federigo da Molin               | F M         | 15/07/1624 - 14/08/1625 | Giovanni Corner I      | 1625-1629 |
| Nicolò Foscarini                | F N         | 26/01/1629 - 1630       | Giovanni Corner I      | 1625-1629 |
| Francesco Pasqualigo            | F P         | 1641-1642               | Francesco Erizzo       | 1631-1646 |
| Francesco Pasqualigo            | F P         |                         | Pietro Grimani         | 1741-1752 |
| Francesco da Riva               | F R         | 1652-1654               | Francesco Molin        | 1646-1655 |
| Fantino Soranzo                 | F S         | 1612-                   | Marco Antonio Memmo    | 1612-1615 |
| Francesco Trevisan              | F T         | 31/08/1693 - 30/05/1708 | Alvise Mocenigo II     | 1700-1709 |
| Francesco Trevisan              | F T         | 31/08/1693 - 30/05/1708 | Francesco Morosini     | 1688-1694 |
| Francesco Trevisan              | F T         | 31/08/1693 - 30/05/1708 | Silvestro Valier       | 1694-1700 |
| Francesco Valier                | F V         | 1539-1541               | Pietro Lando           | 1539-1545 |
| Francesco Zusto                 | F Z         | 1543-1544               | Pietro Lando           | 1539-1545 |
| Fantino Zancariol               | F Z         | 1671-                   | Domenico Contarini     | 1659-1675 |
| Francesco Zuane                 | F Z         | 1795-                   | Ludovico Manin         | 1789-1797 |
| Francesco Maria Malipiero       | FM M        | 15/04/1624 - 14/08/1625 | Giovanni Corner I      | 1625-1629 |
| Gian Andrea Baffo               | G A B       | 1697-1698               | Silvestro Valier       | 1694-1700 |
| Gian Antonio Benzon             | G A B       | 1694-1695               | Silvestro Valier       | 1694-1700 |
| Giacomo Antonio Contarini       | G A C       | 1751-                   | Antonio Loredan        | 1752-1762 |
| Giacomo Anzolo Foscarini        | G A F       | 06/07/1772 - 05/11/1773 | Alvise Mocenigo IV     | 1763-1778 |
| Giacomo Barozzi                 | G B         | 1632-1633               | Francesco Erizzo       | 1631-1646 |
| Gerolamo Barbaro                | G B         | 1699-1701               | Silvestro Valier       | 1694-1700 |
| Giovan Battista Zorzi           | G B Z       | 1654-1655               | Francesco Molin        | 1646-1655 |
| Gerolamo Contarini              | G C         | 26/06/1628 - 25/10/1629 | Giovanni Corner I      | 1625-1629 |
| Gerolamo Contarini              | G C         | 1639-1641               | Francesco Erizzo       | 1631-1646 |
| Gerolamo Contarini              | G C         | 1672                    | Domenico Contarini     | 1659-1675 |
| Gerolamo Dandolo                | G D         | 1662-1663               | Domenico Contarini     | 1659-1675 |
| Giulio Donà                     | G D         | 1675-                   | Domenico Contarini     | 1659-1675 |
| Gerolamo Dolfin                 | G D         | 1640-1641               | Francesco Erizzo       | 1631-1646 |
| Gerolamo Falier                 | G F         | 24/07/1706 - 23/11/1707 | Alvise Mocenigo II     | 1700-1709 |
| Giacomo Foscarini               | G F         | 27/04/1788-             | Ludovico Manin         | 1789-1797 |
| Gabriele Lombardo               | G L         | 1672-                   | Domenico Contarini     | 1659-1675 |
| Gerolamo Longo                  | G L         | 1587-1588               | Pasquale Cicogna       | 1585-1595 |
| Girolamo Marcello               | G M         | 1681-1682               | Alvise Contarini       | 1676-1684 |
| Giulio Minotto                  | G M         | 01/12/1703 - 31/03/1705 | Alvise Mocenigo II     | 1700-1709 |
| Gerolamo Malipiero              | G M         | 1693-                   | Francesco Morosini     | 1688-1694 |
| Giacomo Morosini                | G M         | 1691-1692               | Francesco Morosini     | 1688-1694 |
| Giuseppe Minotto                | G M         | 1695-                   | Silvestro Valier       | 1694-1700 |
| Giustiniano Maria Badoer        | G M B       | 06/11/1773 - 05/03/1775 | Alvise Mocenigo IV     | 1763-1778 |
| Giacomo Pasqualigo              | G P         | 01/04/1773 - 31/07/1774 | Alvise Mocenigo IV     | 1763-1778 |
| Giacomo Pesaro                  | G P         | 07/04/1627 - 06/08/1628 | Giovanni Corner I      | 1625-1629 |
| Gaspare Quesrini                | G Q         | 1545-1546               | Francesco Donato       | 1545-1553 |
| Giacomo Renier                  | G R         | 1618-1620               | Antonio Priuli         | 1618-1623 |
| Giacomo da Riva                 | G R         | 1665-1666               | Domenico Contarini     | 1659-1675 |
| Gerolamo Semitecolo             | G S         | 1588-1589               | Pasquale Cicogna       | 1585-1595 |
| Gian Tomaso Soranzo             | G T S       | 19/04/1701 - 31/07/1702 | Alvise Mocenigo II     | 1700-1709 |
| Gerolamo Vitturi                | G V         | 1595-1596               | Marino Grimani         | 1595-1605 |
| Gerolamo Venier                 | G V         | 1685-1686               | Marcantonio Giustinian | 1684-1688 |
| Gerolamo Zorzi                  | G Z         | 1679-1681               | Alvise Contarini       | 1676-1684 |
| Gerolamo Zolio                  | G Z         | 24/07/1730 - 23/11/1731 | Alvise Mocenigo III    | 1722-1732 |
| Gerolamo Cocco                  | H C         | 1524-1525               | Andrea Gritti          | 1523-1538 |
| Gerolamo Contarini              | H C         | 1558-1560               | Lorenzo Priuli         | 1556-1559 |
| Gerolamo Morosini               | H M         | 29/05/1577 - 28/09/1578 | Sebastiano Venier      | 1577-1578 |
| Gerolamo Zorzi                  | H Z         | 1620-1621               | Antonio Priuli         | 1618-1623 |
| Gerolamo Venier                 | HE V, H V   | 1540-1541               | Pietro Lando           | 1539-1545 |
| Gerolamo Soranzo                | HI S        | 1553-1554               | Marcantonio Trevisan   | 1553-1554 |
| Gerolamo Soranzo                | HI S        | 1568-1569               | Pietro Loredan         | 1567-1570 |
| Zan Alvise Battagia             | I A B       | 1646-                   | Francesco Molin        | 1646-1655 |
| Zan Alvise Minotto              | I A M       | 22/02/1627 - 07/06/1628 | Giovanni I Corner      | 1625-1629 |
| ???                             | I B         | 1519-                   | Leonardo Loredan       | 1501-1521 |
| Giambattista Bollani            | I B         | 1565-1566               | Girolamo Priuli        | 1559-1567 |
| Iseppo Baseggio                 | I B         | 1691-                   | Francesco Morosini     | 1688-1694 |
| Zan Battista Contarini          | I B C       | 1623-1624               | Francesco Contarini    | 1623-1624 |
| Giulio Donà                     | I D         | 1533-1534               | Andrea Gritti          | 1523-1538 |
| Zuane Dolfin                    | I D         | 14/11/1622 - 1623       | Antonio Priuli         | 1618-1623 |
| ???                             | I G         | 1477-                   | Andrea Vendramin       | 1476-1478 |
| Iacopo Morosini                 | I M         | 1556-1558               | Lorenzo Priuli         | 1556-1559 |
| Jacopo Malipiero                | I M         | 1659-                   | Domenico Contarini     | 1659-1675 |
| Jacopo da Molin                 | I M         | 1616-1617               | Giovanni Bembo         | 1615-1618 |
| Iacopo Pisani                   | I P         | 1558-1559               | Lorenzo Priuli         | 1556-1559 |
| Iseppo Pasqualigo               | I P         | 1592-1593               | Pasquale Cicogna       | 1585-1595 |
| Iseppo Priuli                   | I P         | 29/05/1708 - 20/03/1709 | Alvise Mocenigo II     | 1700-1709 |
| Giacomo Pesaro                  | I P         | 07/04/1627 - 06/08/1628 | Giovanni Corner I      | 1625-1629 |
| Giacomo Renier                  | I R         | 1618-1620               | Antonio Priuli         | 1618-1623 |
| Iacopo Surian                   | I S         | 1543-1544               | Pietro Lando           | 1539-1545 |
| Lunardo Alvise Foscarini        | L A F       | 06/11/1777 - 05/03/1779 | Alvise Mocenigo IV     | 1763-1778 |
| Lunardo Alvise Foscarini        | L A F       |                         | Paolo Renier           | 1779-1789 |
| Lorenzo Bonlini                 | L B         | 01/08/1774 - 30/11/1775 | Alvise Mocenigo IV     | 1763-1778 |
| Lunardo Contarini               | L C         | 1594-1595               | Marino Grimani         | 1595-1605 |
| Luca Falier                     | L F         | 1630-1631               | Francesco Erizzo       | 1631-1646 |
| Leonardo Molin                  | L M         | 1528-1529               | Andrea Gritti          | 1523-1538 |
| Iacopo Morosini                 | L M         | 1556-                   | Gerolamo Priuli        | 1559-1567 |
| Lorenzo Marcello                | L M         | 01/04/1709 - 31/07/1710 | Giovanni Corner II     | 1709-1722 |
| Lodovico Malipiero              | L M         | 1556-1557               | Lorenzo Priuli         | 1556-1559 |
| Lorenzo Pisani                  | L P         | 1668-                   | Domenico Contarini     | 1659-1675 |
| Lunardo Pisani                  | L P         | 1687-1688               | Marcantonio Giustinian | 1684-1688 |
| ???                             | L R         |                         | Gerolamo Priuli        | 1559-1568 |
| Lorenzo Tiepolo                 | L T         | 1544-1545               | Pietro Lando           | 1539-1545 |
| Leonardo Vendramin              | L V         | 1615-1616               | Giovanni Bembo         | 1615-1618 |
| Andrea Morosini                 | M A         | 1584-1586(?)            | Nicolò da Ponte        | 1578-1585 |
| Marcantonio Bon                 | M A B - M B | 01/08/1710 - 30/11/1711 | Giovanni Corner II     | 1709-1722 |
| Marco Antonio Contarini         | M A C       | 1578-                   | Nicolò Da Ponte        | 1578-1585 |
| Zan Alvise Minotto              | M A I       | 22/02/1627 - 07/06/1628 | Giovanni I Corner      | 1625-1629 |
| Marcantonio Malipiero           | M A M       | 1634-                   | Francesco Erizzo       | 1631-1646 |
| Marco Aurelio Soranzo           | M A S       | 1658-1659               | Giovanni Pesaro        | 1658-1659 |
| Marc'Antonio Trevisan           | M A T       | 01/08/1722 - 30/11/1723 | Alvise Mocenigo III    | 1722-1732 |
| Marc'Antonio Trevisan           | M A T       | 01/12/1771 - 31/03/1773 | Alvise Mocenigo IV     | 1763-1778 |
| Marcantonio Venier              | M A V       | 1613-                   | Marcantonio Memmo      | 1612-1615 |
| Mattio Balbi                    | M B         | 02/06/1692 - 20/07/1700 | Alvise Mocenigo II     | 1700-1709 |
| Marcantonio Belegno             | M B         | 1564-1565               | Gerolamo Priuli        | 1559-1568 |
| Marino Baldú                    | M B         | 1645-1646               | Francesco Erizzo       | 1631-1646 |
| Marino Baldú                    | M B         | 1655-                   | Francesco Molin        | 1646-1655 |
| Marino Bembo                    | M B         | 24/03/1717 - 23/07/1718 | Giovanni Corner II     | 1709-1722 |
| Matteo Badoer                   | M B         | 1790 - 1791             | Ludovico Manin         | 1789-1797 |
| Marco Corner                    | M C         | 1520-1521               | Leonardo Loredan       | 1501-1521 |
| Marco Corner                    | M C         | 10/06/1575 - 09/10/1576 | Alvise Mocenigo I      | 1570-1577 |
| Marcantonio Dolfin              | M D         | 01/12/1711 - 31/03/1713 | Giovanni Corner II     | 1709-1722 |
| Marco Dolfin                    | M D         | 1584-                   | Pasquale Cicogna       | 1585-1595 |
| Marchiò Foscarini               | M F         | 01/12/1763 - 31/03/1765 | Alvise Mocenigo IV     | 1763-1778 |
| Michele Marin                   | M M         | 1522-1524               | Antonio Grimani        | 1521-1523 |
| Marco Morosini                  | M M         | 1664-                   | Domenico Contarini     | 1659-1675 |
| Marin Molin                     | M M         | 1663-                   | Domenico Contarini     | 1659-1675 |
| Marchio Querini                 | M Q         | 1678-                   | Alvise Contarini       | 1676-1684 |
| Marco Salomon                   | M S         | 1554-1555               | Francesco Venier       | 1554-1556 |
| Marino Sanudo                   | M S         | 10/10/1572 - 09/02/1574 | Alvise Mocenigo I      | 1570-1577 |
| Mario Soranzo                   | M S         | 06/07/1764 - 05/03/1767 | Alvise Mocenigo IV     | 1763-1778 |
| Marino Vizzamano                | M V         | 1671-                   | Domenico Contarini     | 1659-1675 |
| Marcantonio Venier              | M V         | 1613-                   | Marcantonio Memmo      | 1612-1615 |
| Mattio Vitturi                  | M V         | 1596-1598               | Marino Grimani         | 1595-1605 |
| Marino Zeno                     | M Z         | 1655-1656               | Bertucci Valier        | 1656-1658 |
| Marco Zorzi                     | M Z         | 1650-1651               | Francesco Molin        | 1646-1655 |
| Marco Antonio Morosini          | MA. M       |                         | Francesco Erizzo       | 1631-1646 |
| Nicolò Bembo                    | N B         | 24/11/1723 - 23/03/1725 | Alvise Mocenigo III    | 1722-1732 |
| Nicolò Contarini                | N C         | 1658-                   | Giovanni Pesaro        | 1658-1659 |
| Nadal Damosto                   | N D         | 1533-1534               | Andrea Gritti          | 1523-1538 |
| Nicolò Donà                     | N D         | 1682-                   | Alvise Contarini       | 1676-1684 |
| Nicolò Foscarini                | N F         | 26/01/1629 - 1630       | Giovanni Corner I      | 1625-1629 |
| Nicolò Molin                    | N M         | 1549-1551               | Francesco Donato       | 1545-1553 |
| Niccolò Pisani                  | N P         | 01/08/1770 - 30/11/1771 | Alvise Mocenigo IV     | 1763-1778 |
| Nicolò Tron                     | N T         | 1598-1600               | Marino Grimani         | 1595-1605 |
| Nicolò Tiepolo                  | N T I       | 1601-1602               | Marino Grimani         | 1595-1605 |
| Ottaviano Zorzi                 | O Z         | 1641-                   | Francesco Erizzo       | 1631-1646 |
| Pier Alvise Barbaro             | P A B       | 01/08/1766 - 30/11/1767 | Alvise Mocenigo IV     | 1763-1778 |
| Pier Antonio Bembo              | P A B       | 1792-                   | Ludovico Manin         | 1789-1797 |
| Pier Antonio Trevisan           | P A T       | 24/03/1725 - 23/07/1726 | Alvise Mocenigo III    | 1722-1732 |
| Polo Benedetto                  | P B         | 1489-                   | Agostino Barbarigo     | 1486-1501 |
| Piero Basadonna                 | P B         | 24/07/1702 - 23/11/1703 | Alvise Mocenigo II     | 1700-1709 |
| Pietro Barbaro                  | P B         | 1618-                   | Antonio Priuli         | 1618-1623 |
| Paolo Balbi                     | P B         | 1617-                   | Giovanni Bembo         | 1615-1618 |
| ???                             | P C         |                         | Giovanni Mocenigo      | 1478-1485 |
| Pasquale Cicogna                | P C         | 1582-1584               | Nicolò da Ponte        | 1578-1585 |
| Paolo Canal                     | P C         | 1602-1603               | Marino Grimani         | 1595-1605 |
| Paolo Capello                   | P C         | 1612-                   | Leonardo Donato        | 1606-1612 |
| Piero Diedo                     | P D         | 24/11/1703 - 23/03/1705 | Alvise Mocenigo II     | 1700-1709 |
| Piero Donà                      | P D         | 01/04/1776 - 05/11/1777 | Alvise Mocenigo IV     | 1763-1778 |
| Piero Gritti                    | P G         | 1649-1650               | Francesco Molin        | 1646-1655 |
| Pietro Lion                     | P L         | 1675-1677               | Alvise Contarini       | 1676-1684 |
| Paolo Marcello                  | P M         | 1602-1603               | Marino Grimani         | 1595-1605 |
| Piero Malipiero                 | P M         | 1681-                   | Alvise Contarini       | 1676-1684 |
| Piero Manolesso                 | P M         | 01/08/1702 - 30/11/1703 | Alvise Mocenigo II     | 1700-1709 |
| Piero Morosini                  | P M         | 24/11/1707 - 23/03/1709 | Alvise Mocenigo II     | 1700-1709 |
| Pietro Magno                    | P M         | 01/04/1701 - 31/07/1702 | Alvise Mocenigo II     | 1700-1709 |
| Polo Malimpiero                 | P M         | 1477-                   | Pietro Mocenigo        | 1474-1476 |
| Paolo Minotto                   | P M         | 1698-1699               | Silvestro Valier       | 1694-1700 |
| Piero Minotto                   | P M         | 1694-                   | Silvestro Valier       | 1694-1700 |
| Piero Priuli                    | P P         | 1541-1542               | Pietro Lando           | 1539-1545 |
| Paolo Pisani                    | P P         | 1690-1691               | Francesco Morosini     | 1688-1694 |
| Piero Querini                   | P Q         | 24/07/1726 - 23/11/1727 | Alvise Mocenigo III    | 1722-1732 |
| Pietro Loredan                  | P L         | 30/08/1525-             | Andrea Gritti          | 1523-1539 |
| Piero Zeno                      | P Z         | 1552-1553               | Francesco Donato       | 1545-1553 |
| Pietro Zaguri VI                | P Z         | 1673-                   | Domenico Contarini     | 1659-1675 |
| Pietro Zaguri VI                | P Z 60      | 1673-                   | Domenico Contarini     | 1659-1675 |
| ???                             | Q M         |                         | Leonardo Loredan       | 1501-1521 |
| Rizzardo Balbi Primo            | R B         | 06/07/1768 - 05/11/1769 | Alvise Mocenigo IV     | 1763-1778 |
| Rizzardo Balbi Primo            | R B P       | 06/07/1768 - 05/11/1769 | Alvise Mocenigo IV     | 1763-1778 |
| Ruggero Contarini               | R C         | 1536-1537               | Andrea Gritti          | 1523-1538 |
| Marco Aurelio Soranzo           | S A M       | 1658-1659               | Giovanni Pesaro        | 1658-1659 |
| Sebastiano Badoer               | S B         | 1677-                   | Alvise Contarini       | 1676-1684 |
| Stefano Barbaro                 | S B         | 1677-                   | Alvise Contarini       | 1676-1684 |
| Sebastiano Badoer               | S B         | 20/08/1628 - 20/12/1629 | Giovanni Corner I      | 1625-1629 |
| Stae Duodo                      | ST D        | 08/03/1572 - 07/07/1573 | Alvise Mocenigo I      | 1570-1577 |
| Sebastiano Valier               | S V         | 1554-1555               | Francesco Venier       | 1554-1556 |
| Tomaso Bragadin                 | T B         | 08/1617 - 09/1618       | Antonio Priuli         | 1618-1623 |
| Tomaso Barbarigo                | T B         | 1661-                   | Domenico Contarini     | 1659-1675 |
| Teodosio Corner                 | T C         | 1549-1550               | Francesco Donato       | 1545-1553 |
| Vittore Antonio Alvise Marcello | V A A M     | 24/03/1721 - 23/07/1722 | Giovanni Corner II     | 1709-1722 |
| Vincenzo Antonio Bragadin       | V A B       | 01/04/1769 - 31/07/1770 | Alvise Mocenigo IV     | 1763-1778 |
| Vincenzo Correr                 | V C         | 1620-                   | Antonio Priuli         | 1618-1623 |
| Vincenzo Diedo                  | V D         | 1638-                   | Francesco Erizzo       | 1631-1646 |
| Vincenzo Emo                    | V E         | 1614-                   | Marcantonio Memmo      | 1612-1615 |
| ???                             | V G         |                         |                        |           |
| Urbano Malipiero                | V M         | 1630-                   | Nicolo' Contarini      | 1630-1631 |
| Vincenzo Orio                   | V O         | 1521-1522               | Antonio Grimani        | 1521-1523 |
| Vincenzo Querini                | V Q         | 24/07/1722 - 23/11/1723 | Alvise Mocenigo III    | 1722-1732 |
| Valerio Soranzo                 | V S         | 01/04/1777 - 31/07/1778 | Alvise Mocenigo IV     | 1763-1778 |
| Vettor Salomon                  | V S         | 1539-1540               | Pietro Lando           | 1539-1545 |
| Vincenzo Vanaxel                | V V         | 24/03/1729 - 23/07/1730 | Alvise Mocenigo III    | 1722-1732 |
| Valerio Valier                  | V V         | 06/03/1775 - 05/07/1776 | Alvise Mocenigo IV     | 1763-1778 |
| Valerio Valier                  | V V         | 1637-1638               | Francesco Erizzo       | 1631-1646 |
| Zan Antonio Bembo               | Z A B       | 18/03/1680              | Alvise Contarini       | 1676-1684 |
| Zan Alvise Battagia             | Z A B       | 29/02/1646              | Francesco Erizzo       | 1631-1646 |
| Zuan Andrea Bonlini             | Z A B       | 1793                    | Ludovico Manin         | 1789-1797 |
| Zan Andrea Loredan              | Z A L       | 02/09/1686 - 1687       | Marcantonio Giustinian | 1684-1688 |
| ???                             | Z A P       |                         | Agostino Barbarigo     | 1486-1501 |
| Zan Andrea Pasqualigo           | Z A P       | 01/08/1746              | Francesco Molin        | 1646-1655 |
| Zuan Arsenio Priuli             | Z A P       | 30/05/1608              | Leonardo Donato        | 1606-1612 |
| Zuan Arsenio Priuli             | Z A P       | 31/03/1593              | Pasquale Cicogna       | 1585-1595 |
| Zan Antonio Semitecolo          | Z A S       | 1651-                   | Francesco Molin        | 1646-1655 |
| Zuan Alvise Valier              | Z A V       | 12/02/1560 - 1561       | Gerolamo Priuli        | 1559-1568 |
| Zuan Alvise Valier              | Z A VA      | 12/02/1560 - 1561       | Gerolamo Priuli        | 1559-1568 |
| Zan Antonio Zorzi               | Z A Z       | 26/06/1647              | Francesco Molin        | 1646-1655 |
| Zuane Barozzi                   | Z B         | 21/10/1647 - 1649       | Francesco Molin        | 1646-1655 |
| Zaccaria Barbaro                | Z B         | 03/01/1594 - 1595       | Pasquale Cicogna       | 1585-1595 |
| Zuane Balbi                     | Z B         | 01/08/1750              | Pietro Grimani         | 1741-1752 |
| Zuan Battista Bollani           | Z B B       | 18/06/1565 - 1566       | Gerolamo Priuli        | 1559-1568 |
| Zuan Battista Minio             | Z B M       | 15/09/1547 - 1549       | Francesco Donato       | 1545-1553 |
| Zuane Bartolomio Vitturi        | Z B V       | 21/11/1711              | Giovanni II Corner     | 1709-1722 |
| Zan Battista Contarini          | Z C         | 1623-1624               | Francesco Contarini    | 1623-1624 |
| Zuan Corner                     | Z C         | 03/07/1532              | Andrea Gritti          | 1523-1539 |
| Zuan Gabriel Contarini          | Z C C       | 11/02/1552              | Francesco Donà         | 1545-1553 |
| Zuane Dolfin                    | Z D         | 14/11/1622 - 1623       | Antonio Priuli         | 1618-1623 |
| Zuane Diedo                     | Z D         | 09/05/1633              | Francesco Erizzo       | 1631-1646 |
| Emo Zorzi                       | Z E         | 1597-1598               | Marino Grimani         | 1595-1605 |
| ???                             | Z E V       |                         | Pietro Lando           | 1539-1545 |
| Zorzi Foscolo                   | Z F         | 1734-                   | Alvise Mocenigo III    | 1722-1732 |
| Zuan Francesco Loredan          | Z F L       | 28/12/1603              | Marino Grimani         | 1595-1605 |
| Zuanne Grimani                  | Z G         | 1534-1536               | Andrea Gritti          | 1523-1538 |
| Zuan Gritti                     | Z G         | 27/06/1551 - 1552       | Francesco Donà         | 1545-1553 |
| Zuane Loredan                   | Z L         | 02/01/1577              | Alvise Mocenigo I      | 1570-1577 |
| Zuane Loredan                   | Z L         | 02/11/1638 - 1639       | Francesco Erizzo       | 1631-1646 |
| Zorzi Memo                      | Z M         | 26/08/1521-1522         | Leonardo Loredan       | 1501-1521 |
| Zanne Michiel                   | Z M         | 1485-                   | Marco Barbarigo        | 1485-1486 |
| Zuane Marcello                  | Z M         | 29/05/1609-1610         | Leonardo Donato        | 1606-1612 |
| Zan Marco Balbi                 | Z M B       | 17/11/1743 - 1744       | Pietro Grimani         | 1741-1752 |
| Zorzi Memo                      | Z M E       | 26/08/1521              | Leonardo Loredan       | 1501-1521 |
| Zuane Priuli                    | Z P         | 20/01/1674 - 1675       | Domenico Contarini     | 1659-1675 |
| Zan Piero Sagredo               | Z P S       | 1606 - 25/07/1607       | Leonardo Donato        | 1606-1612 |
| Zuane Querini                   | Z Q         | 02/09/1669              | Domenico Contarini     | 1659-1675 |
| Zuane Querini                   | Z Q         | 1689-                   | Francesco Morosini     | 1688-1694 |
| Zuane da Riva                   | Z R         | 1693-1694               | Francesco Morosini     | 1688-1694 |
| Zuanne Tajapiera Massaro        | Z T         | 1473-                   | Nicolò Marcello        | 1473-1474 |
| Zaccaria Valier                 | Z V         | 20/02/1636 - 1637       | Francesco Erizzo       | 1631-1646 |
| Zuan Alvise Valier              | Z V         | 12/02/1560 - 1561       | Gerolamo Priuli        | 1559-1568 |